# Хора (філософія)
Хо́ра (дав.-гр. χώρα) — поняття філософії Платона, уявне місце між ейдосом і матерією, в якому умоглядне переходить в чуттєво сприймане, стаючи подобою ейдосу.

## Хора в античній філософії
Буквальне значення слова «хора» — простір між двома місцями або межами; регіон, ділянка землі; орана земля. У Платона хора згадується в діалозі «Тімей». В розмові з Сократом і Критієм Тімей говорить про те, що стародавні Афіни були подобою космосу. Він роздумує, що між ейдосом і матерією необхідно ввести третій вид буття, щоб з його допомогою пояснити як ейдос реалізується в конкретних речах. Інакше всі речі мали би бути точними копіями ейдосу, чого не буває. Хора деформує ейдос, надаючи кожній речі унікальності, вона — пасивна протоматерія, в якій ейдос лише «відтискається» з неминучими огріхами. Ця недосконалість зумовлює різноманітні «дрижання» матерії, такі як тремтіння вогню чи хвилювання води. Поява речей стає можливою завдяки дії ейдосу на хору. Сама по собі хора не є чимось конкретним, у Платона її описано як подобу «лона», «годувальниці», проте хора не має самостійного буття. Породжуючи речі, вона стає подібна до них, але завжди є дечим іншим. Будь-яка річ є зображенням, вказуючи не на саму себе, а на дещо інше — на ейдос, що тотожний собі самому і тому має істинне буття. Хора ж недоступна для сприйняття — ні чуттєвого, ні умоглядного, — про неї можливо дізнатись тільки за проявами.

## Хора в постмодерній філософії
Юлія Кристева розуміла під хорою «перед-мову», намір повідомлення, котрий ще не виражений, не має логічних і лінгвістичних форм, у якому ще не розрізнено означуване і знаки, але який вже відрізняється від мовчання. Хора в Крістьєвої — рівень діяльності лібідо, на якому несвідоме переходить у свідоме, семіотична енергія, що провокує комунікацію.
У Жака Дерріди хора — це «абсолютно інше», відсутність сенсу, де потенційно можливо все, але сама вона не є нічим із цього. Хору можливо описати через метафори за тим, що вона в собі містить, проте не дати їй визначення, адже хора цілком відмінна від усього відомого людині. Вказівка на хору виникає в момент, коли хора зникає, тож хора непізнавана, тільки за її впливом можна дізнатися про її існування. Саме слово «хора» — це назва без означуваного, «порожній» знак.